# Mac (préfixe)
Pour les articles homonymes, voir Mac.

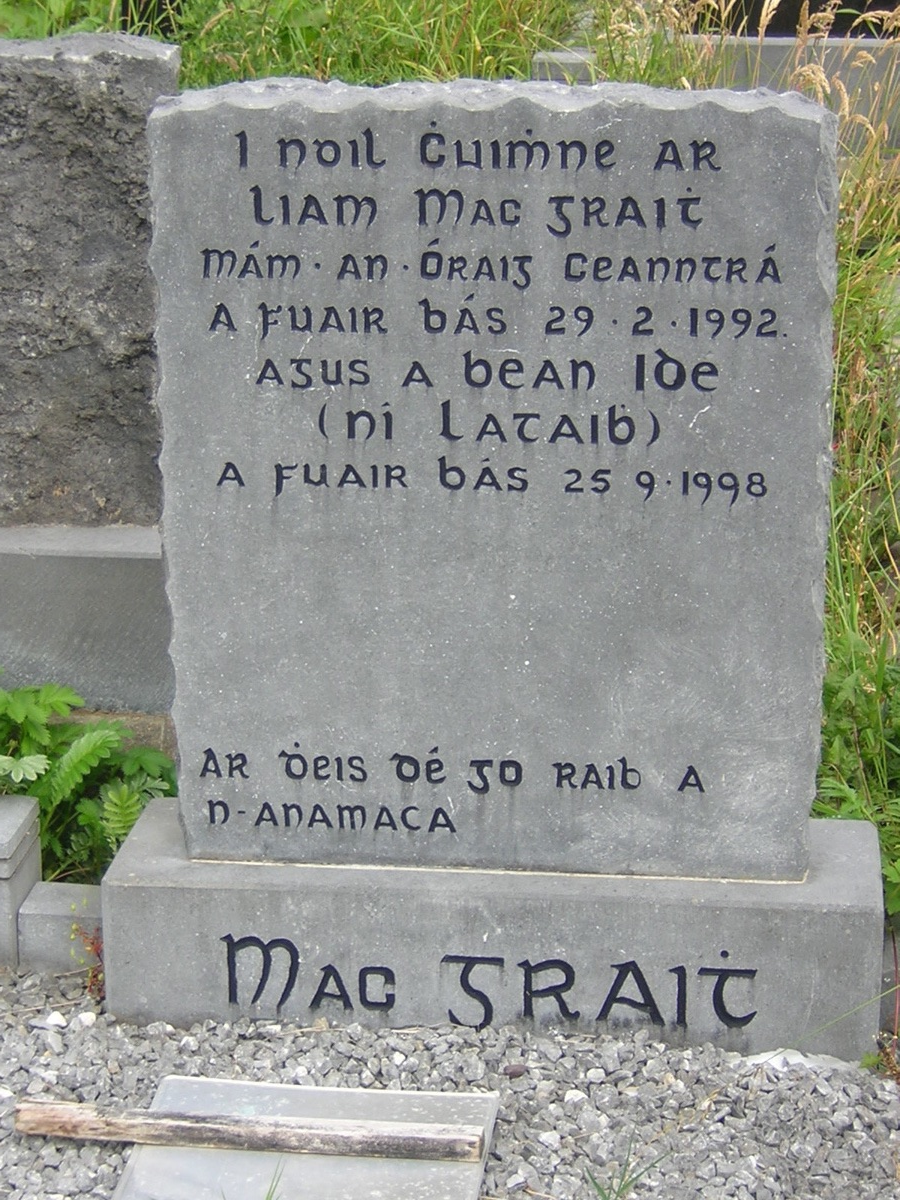
Tombe de Liam MacGrait (1992-1998) — nom gravé ici « Mac Grait » —, exemple d’une pierre tombale de type irlandais, cliché pris près de.

En anglais, le préfixe Mac, ou très fréquemment son abréviation Mc, sont utilisés dans l'écriture des noms de famille d'origine irlandaise ou écossaise. Dans son usage repris en anglais, sa caractéristique principale est que ce préfixe soit accolé au reste du patronyme, sans espace intermédiaire, suivant en cela la tradition écossaise, plutôt que celle irlandaise.

## Origine gaélique
Dans les langues gaéliques, le nom commun mac dérive de la forme ancestrale macc qui signifie « fils ». Suivi d'un nom propre au génitif, il signifie « fils de », par exemple Mac Dhòmhnaill (MacDonald en anglais) signifie « fils de Donald », où Dhomhnaill est la forme génitive de Domhnall. 

## Usage actuel en langue anglaise
En anglais, le préfixe « Mac » (ou « Mc ») est considéré comme un préfixe associé à de nombreux noms de famille d'origine irlandaise ou écossaise comme pour : MacArthur, MacCain, MacCartney, MacDouglas, MacEnroe, MacIntosh, MacKenzie, MacLaren, MacLeod.
Dans les noms de famille gaéliques, le nom commun mac est souvent écrit en abrégé sous la forme Mc, ce qui se retrouve dans les patronymes en anglais, par exemple : McArthur, McBride, McCain, McCartney, McDermott, McDouglas, McEnroe, McGoohan, McIntyre, McIntosh, McKenzie, McLaren, McLeod. L'écriture abrégée, par définition, ne modifie pas la prononciation.
Les deux variantes, abrégée et non abrégée, ne donnent aucune indication quant à l'origine potentielle, soit écossaise soit irlandaise, d'un nom de famille. Elles sont équivalentes. Il n'existe ni règle officielle ni convention concernant l'orthographe.
En anglais, suivant en cela la tradition écossaise, plutôt que celle irlandaise, le préfixe (Mac ou Mc) est toujours accolé au nom qui le suit ; et ce dernier peut éventuellement commencer par une minuscule, mais seulement dans le cas où l'orthographe complète « Mac » a été choisie, comme dans Macnee ou Macintosh.

## Usage en français
En français, on suit a priori l'écriture anglaise pour les noms en anglais des personnes étrangères, bénéficiant du préfixe « Mac » ou « Mc ».
Mais parfois, on rencontre l'écriture en deux mots séparés par une espace — voire parfois reliés par un trait d’union —, qui ne respecte pas la règle anglo-saxonne, mais se rattache à la tradition ancestrale irlandaise. Au moins deux exemples connus existent : le premier relatif à l’homme politique du XIXe siècle Patrice de Mac Mahon, troisième président de la République, qui est issu d’une famille d’origine irlandaise, la famille de Mac Mahon, dont le nom s’écrit néanmoins en un seul mot outre-Manche selon la règle locale en vigueur de nos jours : « MacMahon family ». Le second concerne un nom de plume où l'écrivain français a choisi de construire son pseudonyme en deux parties : il s'agit de Pierre Mac Orlan, né Pierre Dumarchey à Péronne en Picardie.
Par ailleurs, pour d’autres personnes de nationalité française ayant « Mac » en préfixe dans leur nom, au moins un cas est connu d'une personne d'ascendance écossaise, il s'agit du maréchal d'Empire Étienne Macdonald (1765-1840), dont le nom a été retranscrit dans l'état civil français en un seul bloc (comme le nom d'origine), mais sans majuscule intérieure pour respecter l'usage français.